# Angra
Angra («А́нгра») — бразильская метал-группа, основанная в 1991 году. С момента своего основания перенесла ряд изменений в составе. Группой были выпущены девять студийных альбомов, пять синглов и три диска с концертными выступлениями. Возглавляемая Рафаэлем Биттенкуртом, группа получила известность в Европе и Японии.

## История

### Образование группы
Ангра была образована в 1991 году студентами Музыкального колледжа Санта-Марцелины вокалистом Андре Матосом и гитаристами Рафаэлем Биттенкуртом и Андре Линьяресом. Позднее к ним присоединились члены бывшей группы Биттенкурта барабанщик Маркос Антьюнес и басист Луис Мариутти. В начале 1992 года Линьяреса сменил Андре Эрнандес, пробывший в составе Ангры до конца года. На смену ему, в свою очередь, пришёл Кико Лорейро.
Самые первые песни были написаны, в основном, Биттенкуртом и Матосом. Первая демо-кассета группы, «Reaching Horizons», выпущенная в 1993 году на лейбле Limb Music в Германии, включала в себя шесть песен: «Time», «Angels Cry», «Queen of the Night», «Carry On», «Evil Warning» и «Reaching Horizons».

### Angels Cry(1993)
Во время записи первого студийного альбома, Angels Cry, Маркос Антьюнес покинул группу. Для завершения записи альбома было приглашено несколько сессионных барабанщиков, в том числе и Алекс Хольцварт. Позднее место барабанщика в группе занял Рикардо Конфессори. Этот состав не менялся с 1993 по 2000 годы. Альбом Angels Cry был записан в Гамбурге, в студии гитариста немецкой метал-группы Gamma Ray Кая Хансена. Также в альбом вошло несколько кавер-версий на песни исполнителей, оказавших влияние на музыкантов Ангры.
Альбом был выпущен в Бразилии в 1993 году на лейбле Eldorado Records и имел успех не только в Бразилии, но и в Японии. Менеджером группы стал Антонио Пирани, также известный как редактор журнала Rock Brigade. В 1994 году на лейбле Victor Entertainment вышел первый мини-альбом группы под названием Evil Warning , который включал в себя ремиксы песен «Evil Warning», «Angels Cry», «Carry On» и «Wuthering Heights». В следующем году альбом Angels Cry был выпущен в Германии и во Франции на лейблах Dream Circle и CNR Music соответственно.

### Holy Land(1996)
В 1994 году Ангра была приглашена на первый в Бразилии фестиваль Monsters of Rock. После него группа отправилась в тур по Бразилии, а в 1995 году дала ряд концертов в Европе. Альбом Holy Land был выпущен в 1996 году. Это был необычный проект с оркестровками, хором и бразильскими ритмами. Продюсерами стали Саша Паэт и Чарли Бауэрфайнд. Альбом оказался успешным, в том числе и его японское издание с бонус-треком «Queen of the Night», получившее золотой статус. После выпуска альбома группа отправилась в первый тур по Японии. Тогда же во Франции был издан сингл «Make Believe». В том же году вышел второй мини-альбом Freedom Call , содержащий кавер-версию на песню Judas Priest «Painkiller». После тура в поддержку альбома группой был выпущен концертный альбом Holy Live, состоявший из шести песен. Он был записан в Париже в 1996 году. В 1998 году на итальянском лейбле Lucretia Records был издан сборник The Holy Box, включавший в себя семь акустических версий на песни из альбома Holy Land.

### Fireworks(1998—1999)
В 1998 году вышел в свет первый сингл Ангры Lisbon, а затем и Альбом Fireworks, продюсером которого стал Крис Цангаридис. Альбом отличался от предыдущего прежде всего новым, неоклассическим звучанием группы и отсутствием бразильских ритмов. В Европе альбом выпустил лейбл Steamhammer, а в Северной Америке — лейбл Century Media. В поддержку альбома группа отправилась в длительный мировой тур. В Европе группа гастролировала по различным фестивалям тяжёлой музыки (стоит отметить крупнейший в мире фестиваль Wacken Open Air) наряду с финской пауэр-метал-группой Stratovarius.

### Уход Матоса.Rebirth(2000—2001)
В середине 2000 года в составе Ангры произошёл раскол. Группу покинули вокалист Андре Матос, басист Луис Мариутти и барабанщик Рикардо Конфессори. В марте 2001 Кико Лорейро и Рафаэль Биттенкурт объявили о новом составе с вокалистом Эдуардо Фалаши, барабанщиком Акилесом Пристером и басистом Фелипе Андреоли.
Этим составом был записан альбом Rebirth, изданный в 2001 году в Бразилии на лейбле Paradoxx Music, а в Японии и Германии — на лейблах Victor Entertainment и Steamhammer соответственно. Продюсером альбома стал Дэннис Уорд. Альбом имел большой коммерческий успех в Бразилии и на мировом рынке. Так, продажа достигла 100 000 копий по всему миру менее чем за два месяца. В Бразилии альбому был присвоен золотой статус в том же году. Мини-альбом Hunters and Prey был выпущен в 2002 году и включал в себя как акустические версии песен с альбома Rebirth, так и другой материал: кавер-версию на песню британской рок-группы Genesis «Mama» и первую песню Ангры с португальским текстом, «Caça e Caçador» («Hunter and Prey»).
После выхода альбома группа дала концерт в Японии, приняла участие в фестивале Wacken Open Air в Германии и впервые отправилась в США, где выступила на фестивале ProgPower в Атланте, Джорджия. После тура Ангра представила собственную версию песни Led Zeppelin Kashmir для сборника The Music Remains The Same (A Metal Tribute to Led Zeppelin).

### Temple of Shadows(2004—2005)
Запись альбомаTemple of Shadows началась в январе 2004 года в Сан-Паулу на Mosh Studios. В роли продюсера снова выступил Дэннис Уорд. В записи альбома приняли такие известные вокалисты, как Кай Хансен (Gamma Ray), Сабина Эдельбахер (Edenbridge), Ханси Кюрш (Blind Guardian) и известный в Бразилии музыкант Мильтон Насименто. Temple of Shadows стал концептуальным альбомом. Его главная идея раскрывает личность, известную как The Shadow Hunter и его сагу «о рыцаре-крестоносце, оспаривающем идеалы католической церкви XI века».
Тур в поддержку альбома проходил в Европе и Бразилии. Группа возглавляла шоу в Южной Европе (в Испании, Италии и Франции) в феврале 2005 года. Впервые с момента своего основания группа выступила в Великобритании в Лондонском The Mean Fiddler с британской пауэр-метал группой DragonForce. После этого группа дала ряд концертов в Японии вместе с финской группой Nightwish. Затем Ангра отправилась на Тайвань, после чего впервые дала концерт в Океании (в том числе и в Австралии). После серии концертов в Бразилии группа снова отправилась в Европу и отыграла на фестивалях Lorca Roch и Bull Rock, выступая с такими звёздами метала, как Iron Maiden.

### Aurora Consurgens. Проблемы с менеджментом, возвращение Конфессори (2006—2009)
В 2006 году Ангра начала работу над новым альбомом под названием Aurora Consurgens. Дэннис Уорд вновь стал продюсером альбома. В том же году Фабио Лагуна выпустил свой сольный инструментальный прогрессив-метал альбом Freakeys вместе с барабанщиком Акилесом Пристером и басистом Фелипе Андреоли. В середине 2007 года у Ангры возникли проблемы со своим менеджером, который также был владельцем бренда «Ангра». В итоге участники группы решили временно прекратить свою деятельность до разрешения ситуации.
В 2008 году вокалист Эдуардо Фалаши сообщил об окончательном распаде группы, но позднее выяснилось, что это лишь недоразумение и неправильная трактовка его слов. Через некоторое время Фалаши разъяснил свои слова так:

Мы решили немного передохнуть, сделать паузу. У группы сейчас есть некоторые проблемы с менеджментом, но мы делаем всё возможное, чтобы вновь вернуться на творческий путь.
Оригинальный текст (англ.)
Angra is not done; we're taking a break, a pause. The band is going through some difficult management issues, and all of us are doing our best to get back on the road.

В марте 2009 года на официальном сайте Ангры сообщалось о возвращении в группу барабанщика Рикардо Конфессори (ушедшего из неё в 2000 году). Он заменил Акилеса Пристера, который, в свою очередь, покинул Ангру и основал собственную группу Hangar. Ангра отправилась в тур с известной бразильской группой Sepultura.

### Aqua. Уход Фалаши и Конфессори (2010—2014)
В начале 2010 года Ангра начала писать песни для их нового, ещё не имеющего названия альбома, который должен был выйти в середине 2010 года. Песни к альбому были написаны, в основном, на ранчо Конфессори и в домах остальных участников группы, где они репетировали и работали над аранжировками новых песен. В Феврале группа начала запись песен на Norcal Studios в Сан-Паулу. Ангра почти еженедельно выпускала для своих поклонников видеозаписи с процессом написания и записи песен.
Пятого июля группа представила обложку и трек-лист нового альбома под названием Aqua. Десятого июля был издан первый сингл с альбома, который назывался «Arising Thunder». Пятнадцатого июля новая песня, «Lease of Life», была представлена на бразильской радиостанции Kiss FM.
Одиннадцатого августа альбом был официально издан в Японии. Ангра начала тур в поддержку альбома. В Бразилии выступления группы транслировались с нескольких площадок.
Двадцать третьего мая 2012 года вокалист Эдуардо Фалаши опубликовал открытое письмо, в котором объявил о своём уходе из группы. Хотя он и не объяснил причину ухода, но отметил, что будет заниматься собственными проектами, включая и группу Almah. Менеджмент Ангры предложил Матосу вернуться в группу, но тот отказался. Через некоторое время Фабио Лионе, бывший участник групп Labyrinth и Rhapsody of Fire занял место вокалиста в Ангре.
В 2014 году барабанщик Рикардо Конфессори сообщил о втором уходе из группы. Позднее его заменил двадцатитрёхлетний Бруно Вальверде.

### Secret Garden(2014)
В ноябре 2014 года группа объявила о выходе своего восьмого студийного альбома под названием Secret Garden. Он был выпущен 17 декабря 2014 года в Японии и 16 января 2015 года в Бразилии и Европе. 19 сентября 2015 года выступила на фестивале Rock in Rio вместе с особыми гостями фестиваля: певицей Доро Пеш и рок-музыкантом Ди Снайдером. В середине концерта был объявлен третий, неожиданный гость — гитарист Марсело Барбоса, которого представили как гастрольную замену Кико Лорейро, присоединившемуся к Megadeth в начале 2015 года.

### Ømni(2018)
В марте 2017 года группа объявила о подготовке к записи нового альбома. Дата выхода была запланирована на начало 2018 года. В августе 2017 группа анонсировала  название альбома (Ømni) и пояснила суть концепции: в альбоме сольются все предыдущие истории концептуальных альбомов Ангры (“Holy Land”, “Rebirth”, “Temple of Shadows”). Альбом был выпущен 16 февраля 2018 года на лейбле ear-MUSIC. В качестве приглашенных музыкантов выступили Кико Лорейро, солистка Arch Enemy Алисса Уайт-Глаз и итальянская певица Сэнди Чамберс. "Ømni" был записан в Швеции на студии Fascination Street Studios. Продюсером стал Йенс Богрен, который также продюсировал предыдущий альбом. В создании "Ømni" участвовал целый ряд самых разных музыкантов. Обложка была создана вручную Дэниелом Мартином Диасом, американским художником, посвятившим свою жизнь соединению и примирению научных и философских концепций, таких как анатомия, информатика, математика, космология, сакральная геометрия, символика и эзотерика.
Тур в поддержку альбома стартовал 18 марта, а 20 и 21 апреля группа впервые за 10 лет дала концерты в Москве и Санкт-Петербурге соответственно. Ангра посетила Россию во второй раз.

## Состав

### Действующий состав
- Рафаэль Биттенкурт — ритм-гитара, соло-гитара, бэк-вокал, классическая гитара (с 1991 года), вокал (с 2012 года)
- Фелипе Андреоли — бас-гитара, клавишные, бэк-вокал (с 2001 года)
- Фабио Лионе — вокал (с 2012 года)
- Бруно Вальверде — ударные (с 2014 года)
- Марсело Барбоса — соло- и ритм-гитара, бэк-вокал

### Бывшие участники
- Маркос Антьюнес — ударные, перкуссия (1991—1993)
- Андре Линьярес — соло- и ритм-гитара, бэк-вокал (1991—1992)
- Андре Эрнандес — соло- и ритм-гитара, бэк-вокал (1992—1993)
- Луис Мариутти — бас-гитара (1991—2000), бэк-вокал (1997—2000)
- Андре Матос — вокал, клавишные, фортепиано (1991—2000, скончался 8 июня 2019 года)
- Акилес Пристер — ударные, перкуссия (2001—2008)
- Эдуардо Фалаши — вокал, акустическая гитара (в акустических концертах) (2000—2012)
- Рикардо Конфессори — ударные, перкуссия (1993—2000, 2009—2014)
- Фабио Лагуна — клавишные, бэк-вокал (На концертах с 2001 по 2007)
- Кико Лорейро — соло- и ритм-гитара, клавишные, бэк-вокал, классическая гитара (с 1993 года по 2017)

## Дискография

### Студийные альбомы
| Год       | Альбом            | Лейбл                       | Чарты Бразилии | Чарты Франции | Чарты Японии | Продажи   | Сертификации               |
| --------- | ----------------- | --------------------------- | -------------- | ------------- | ------------ | --------- | -------------------------- |
| 1993      | Angels Cry        | Eldorado/JVC Japan/Polydor  | -              | -             | 17           | 900 000   | JP: Gold                   |
| 1996      | Holy Land         | Eldorado/JVC Japan/Lucretia | -              | -             | 17           | 800 000   | JP: Gold                   |
| 1998      | Fireworks         | Paradoxx/JVC Japan/SPV      | -              | -             | 15           | 700 000   | JP: Gold                   |
| 2001      | Rebirth           | Paradoxx/JVC Japan/SPV      | -              | 74            | 18           | 1.200.000 | JP: Gold BR: Gold GR: Gold |
| 2004      | Temple of Shadows | Paradoxx/JVC Japan/SPV      | 10             | 110           | 22           | 800 000   | JP: Gold BR: Gold          |
| 2006      | Aurora Consurgens | Paradoxx/JVC Japan/SPV      | 14             | 154           | 17           | 450 000   | BR: Gold                   |
| 2010      | Aqua              | Voice Music/JVC Japan/SPV   | 11             | 147           | 22           | -         | -                          |
| 2014/2015 | Secret Garden     | Universal/JVC Japan/Edel    | -              | 174           | 20           | -         | -                          |
| 2018      | Omni              | ear-MUSIC/JVC Japan         | -              | 166           | 42           | -         | -                          |
| 2023      | Cycles Of Pain    | Atomic Fire                 | -              | -             | -            | -         | -                          |

### Демо
- Reaching Horizons (Демо, 1992)
- Eyes of Christ (Демо, 1996)
- 5th Album Demos (Демо, 2004)

### Мини-альбомы
- Evil Warning (1994)
- Live Acoustic at FNAC (1995)
- Freedom Call (1996)
- Acoustic… And more (1998)
- Hunters and Prey (2002) — 85 место в чартах Японии

### Сборники
- The Holy Box (1998)
- Best Reached Horizons (2012) — 90 место в чартах Японии

### Концертные альбомы
- Holy Live (1997) — 87 место в альбомных чартах Японии
- Rebirth World Tour — Live in São Paulo (CD & DVD, 2002) — 78 место в чартах Японии (CD); 156 место в чартах Японии (DVD)
- Angels Cry 20th Anniversary Tour (CD & DVD, 2013) — 80 место в чартах Японии (CD); 209 место в чартах Японии (DVD)

### Синглы
- «Carry On» (1994)
- «Make Believe» (1996)
- «Lisbon» (1998)
- «Rainy Nights» (1998)
- «Acid Rain» (2001) (демоверсия)
- «Wishing Well» (2004) — 85 место в чартах Бразилии
- «The Course of Nature» (2006) (только для бесплатного скачивания)
- «Arising Thunder» (2010) (только для бесплатного скачивания)
- «Lease of Life» (2010) (только для бесплатного скачивания)
- «Newborn Me» (2014) (только для бесплатного скачивания)
- «Travellers of Time» (2018) (только для бесплатного скачивания)

```
[
32
]
```

## Музыкальные видео
- «Carry On» (1993)
- «Time» (1993)
- «Make Believe» (1996)
- «Lisbon» (1999)
- «Rebirth» (2001)
- «Pra Frente Brasil!» (2002)
- «Wishing Well» (2004)
- «The Course of Nature» (2006)
- «Lease Of Life» (2010)
- «Stand Away» (2013)
- «Storm Of Emotions» (2014)
- «Final Light» (2015)
- «Black Hearted Soul» (2015)
- «Synchronicity II» (2016)
- «Silent Call» (2016)
- «War Horns» (2018)